# Francesco Carducci
Francesco Andrea Carlo Antonio Carducci (Roma, novembre 1610 – Roma, 5 novembre 1654) è stato un vescovo cattolico e letterato italiano dello Stato Pontificio.

## Biografia
Nato a Roma da una famiglia di origine fiorentina, si laureò alla Sapienza in diritto civile e in diritto canonico.
Nominato governatore di Bertinoro prima, poi di Narni e infine Rieti, nel 1642 fu ordinato sacerdote, e nel 1644 venne eletto vescovo di Campagna e Satriano.
Durante il periodo campagnese, nel 1648 convocò un sinodo diocesano.
Nel 1649 venne chiamato a guidare le diocesi di Sulmona e Valva.
Morì a Roma nel 1654 e fu sepolto nella chiesa di San Biagio degli Armeni in via Giulia.

## Opere
- In lode di S. Lucina Savella,  in A. Lesmi, Le glorie di S. Lucina…, Roma 1637[1]
- Ode alla pindarica della Santità di N. S. Urbano VIII. Trasportata nella rima toscana da Francesco Carducci, Roma 1644[1]
- De eiusdem doctrina et liberalitate in eruditos viros. Monumentum romanum Nicolao Claudio Fabricio Peirecio senatori Aquensi doctrinae virtutisque causa factum, Roma 1638[1]
- Carmina[1]
- La Pietà[1]
- Le quattro virtù cardinali [1]

## Genealogia episcopale
La genealogia episcopale è:
- Cardinale Tolomeo Gallio
- Vescovo Cesare Speciano
- Patriarca Andrés Pacheco
- Cardinale Agostino Spinola
- Cardinale Giulio Cesare Sacchetti
- Cardinale Ciriaco Rocci
- Vescovo Francesco Carducci